# محمد عريبي
محمد عريبي مجيد الخليفة المحمداوي (27 تشرين الأول/أكتوبر 1969-2 نيسان/أبريل 2021)، هو قاضٍ عراقي ولد في الكرادة الشرقية ببغداد سنة 1969. هو حفيد محمد العريبي المحمداوي عضو البرلمان العراقي في العهد الملكي. اشتهر سنة 2006 بعد محاكمته الرئيس العراقي الأسبق صدام حسين بقضية الأنفال. ترشح للانتخابات العراقية سنة 2018؛ لكنه لم يحرز عدداً كافياً من الأصوات يؤهله ليصبح عضواً في البرلمان. توفي سنة 2021 نتيجة مضاعفات جائحة فيروس كورونا.

## المسيرة المهنية
دخل كلية القانون جامعة بغداد سنة 1987. وتخرج منها سنة 1992، في 3 تشرين الأول/أكتوبر سنة 1992 مارس مهنة المحاماة وفي 14 أيلول/سبتمبر سنة 1998 دخل المعهد القضائي وتخرج مع الدورة الثالثة والعشرين وفي 23 أيلول/سبتمبر سنة 2000 عُيِّنَ قاضياً بمرسوم جمهوري.

## في المحكمة الجنائية العراقية العليا
عُيِنَ قاضياً للتحقيق في المحكمة الجنائية العراقية العليا التي حاكمت الرئيس الأسبق صدام حسين ونظامه، في 1 أغسطس سنة 2004. وفي 20 أيلول/سبتمبر سنة 2006 ترأس الهيئة الثانية في المحكمة الجنائية العراقية العليا. التي نظرت بقضايا الأنفال وقمع الانتفاضة الشعبانية وصلاة الجمعة وقصف حلبجة بالغاز الكيميائي وتصفية الأحزاب الدينية.

## الوفاة
توفي بتاريخ 2 نيسان/أبريل 2021 ميلاديًّا، الموافق 20 شعبان 1442 هجريًّا، عن عمر 51 عاماً بسبب مضاعفات جائحة فيروس كورونا (كوفيد-19). وشُيع جثمانه في اليوم التالي -3 أبريل- إلى مدينة النجف ودُفن في مقبرة وادي السلام، وشارك في التشييع رئيس مجلس القضاء الأعلى فائق زيدان.

### ردود الفعل على وفاته
- نعى مجلس القضاء الأعلى القاضي محمد عريبي قائلًا:

- نعى المكتب الإعلامي لرئيس الوزراء العراقي مصطفى الكاظمي القاضي قائلاً:

- نعى رئيس وزراء حكومة إقليم كردستان مسرور بارزاني القاضي محمد عريبي، وبعث برقية تعزية إلى عائلته:

- عزت ائتلاف دولة القانون عائلة القاضي محمد العريبي وكل قبيلة البو محمد بوفاته بعد إصابته بوباء كورونا. وقالت في بيان:

- نعى رئيس الجمهورية العراقي برهم صالح القاضي محمد عريبي وذكر ببيان:

## اُنظر أيضاً
- عبد الله العامري (قاضي)
- رزكار محمد أمين
- رؤوف رشيد عبد الرحمن
- جعفر الموسوي (قاض)
- رائد جوحي